# Будинок на вулиці Саксаганського, 5 (Київ)
Будинок на вулиці Саксаганського, 5 — колишній прибутковий будинок, пам'ятка архітектури, цінний зразок прибуткових будинків кінця XIX століття. Розташований у Печерському районі міста Києва, на вулиці Саксаганського.

## Опис
Чотириповерховий із напівпідвалом, цегляний будинок зведений наприкінці XIX століття у садибі міського діяча Г. Воронюка. Автором проекту, ймовірно, був київський архітектор А.-Ф. Краусс.
Будинок розташований на червоній лінії забудови, прямокутний у плані, односекційний, дах двосхилий, перекриття пласкі. Оздоблений у стилі історизму із елементами неоренесансу. Головний фасад підкреслено симетричний, семивіконний, розкріпований. Його центральну вісь утворює еркер, що завершується аттиком із лучковим фронтоном, у якому розміщено маскарон у вигляді жіночої голівки з намистом. Симетричність фасаду додатково посилюють два ряди балконів обабіч еркера. Розкріповка та фланги фасаду на рівні другого поверху підкреслюються фільончастими лопатками з ліпленими розетками, на рівні третього — пласкими лопатками, з ліпниною на центральних, на рівні четвертого — пілястрами.
Головний вхід розташований у центрі фасаду і оформлений у вигляді порталу із напівциркульною перемичкою з архівольтом, що спирається на дві колони коринфського ордера. Замковий камінь архівольта прикрашений невеликим маскароном у вигляді голівки путто, антревольти містять рослинний орнамент.
Вікна з першого по третій поверх прямокутні, прикрашені різноманітними замковими каменями, розмір і пишність яких зростає знизу догори: від простих прямокутних на першому поверсі, до ліпних на третьому, вікна третього поверху додатково прикрашені невеликими підвіконними тафлями із рослинним орнаментом. Вікна четвертого поверху аркові, напівциркульні, прикрашені пілястрами, лучковими сандриками із фігурними замковими каменями та рослинним орнаментом в антревольтах і підвіконних тафлях. Над карнизом розміщені прямокутні вставки із меандровим орнаментом.
Тильний фасад має значно лаконічніше оздоблення і завершується зубчастим карнизом.
Внутрішнє планування також симетричне, у центрі об'єму розміщені двомаршові сходи, що ведуть до парадного і чорного входів. На кожному поверсі міститься по дві квартири. Також у лівій частині головного фасаду був в'їзд на подвір'я, який пізніше замурували та пристосували під приміщення громадського характеру.

## Галерея

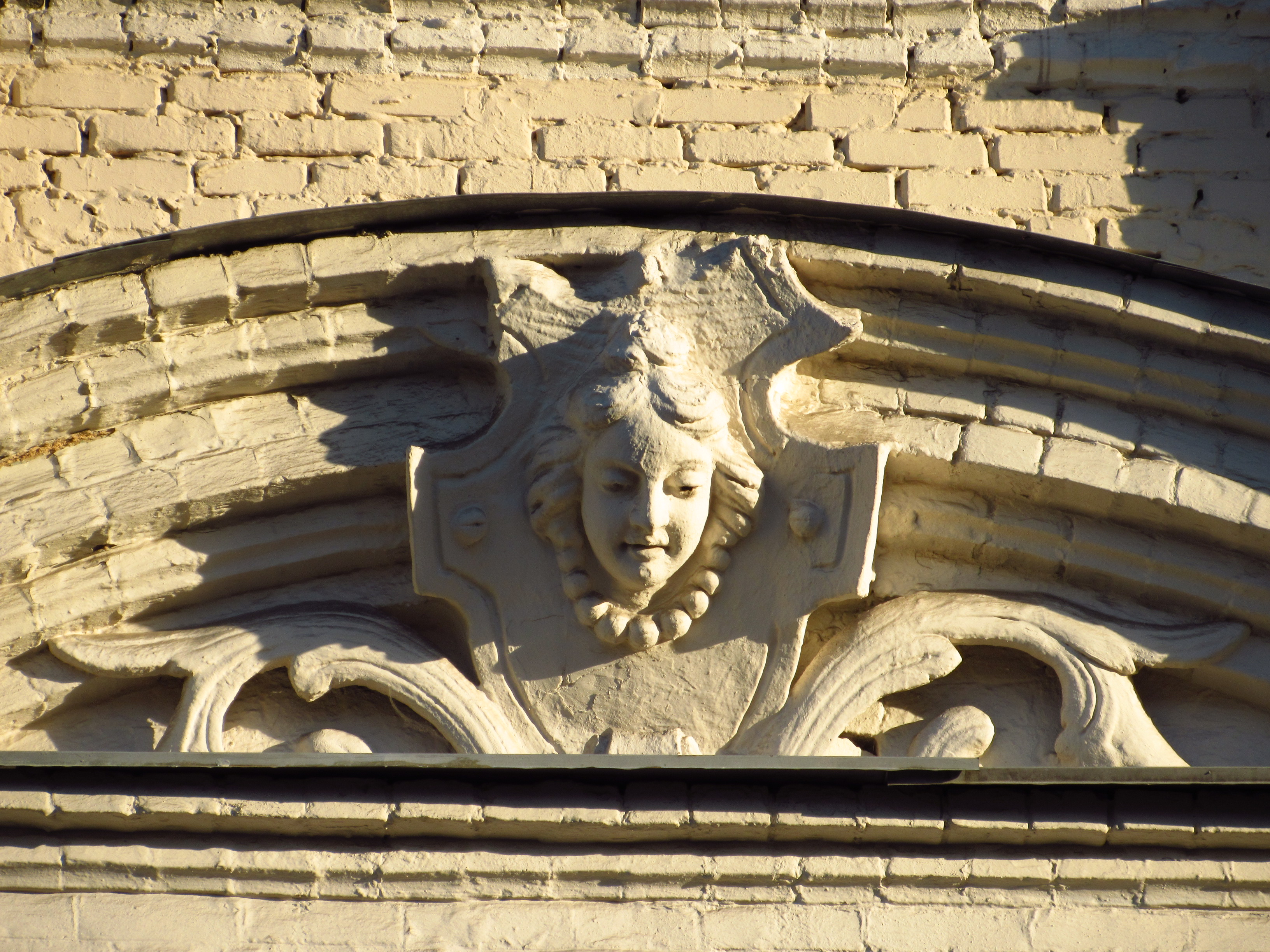
Маскарон на центральному фронтоні